# .org
.org(organization)은 인터넷 도메인 이름 서비스에서 쓰이는 일반 최상위 도메인이다. 대부분의 일반 최상위 도메인과 비슷하게 .org는 "닷 오그"로 발음하는 것이 보통이다.
.org는 1985년 1월에 제정된 원래의 최상위 도메인 가운데 하나였으며, 다른 일반 최상위 도메인의 요구에 들어맞지 않는 조직들이 사용할 수 있도록 고안되었다. 최초로 등록된 도메인 이름은 1985년 7월 등재된 mitre.org이다. 누구나 .org 도메인을 등록할 수 있는 것이 아니다. .org을 개인이 사용할 경우 .name과 .info, .me를 대신 사용할 것을 권하고 있다.
.org 최상위 도메인은 2003년 1월 1일부터 운영되어 왔으며 .org는 비영리 기관이나 단체에서 많이 사용되고 있다. 위키미디어 프로젝트들에서도 .org를 사용한다.